# Beatrix Sasko-Koburská (1884–1966)
Princezna Beatrix Sasko-Koburská (Beatrix Leopoldina Viktorie; 20. dubna 1884, Eastwell Park – 13. července 1966, Sanlúcar de Barrameda) byla členka britské královské rodiny, vnučka z mužské linie královny Viktorie. Provdala se do španělské královské rodiny a byla manželkou prince Alfonsa Orleánsko-Bourbonského, infanta ze Španělska, bratrance Alfonsa XIII. Španělského. 

## Dětství
Princezna Beatrix se narodila 20. dubna 1884 v Eastwell Park v Kentu jako dcera prince Alfréda, druhého syna královny Viktorie a prince Alberta. Její matka, Marie Alexandrovna Romanovová, byla jedinou přeživší dcerou cara Alexandra II. a Marie Alexandrovny.
Pokřtěna byla v Eastwell Park 17. května 1884 Reverendem Williamem Lloydem, otcovým kaplanem; mezi jejími kmotrami byla teta z otcovy strany, princezna Beatrix.
Beatrix strávila většinu raného dětství na Maltě, kde její otec sloužil v Královském námořnictvu. Spolu se starší sestrou Alexandrou byla družičkou na svatbě svého bratrance vévody z Yorku s Marií z Tecku 6. července 1893.
Po smrti otcova strýce Arnošta II., vévody sasko-kobursko-gothajského, stal se jeho dědicem právě princ Alfréd, vévoda z Edinburghu. Princ z Walesu, jeho starší bratr, se totiž práva na následnictví vévodství zřekl. Vévoda Alfréd s manželkou a pěti dětmi odcestoval krátce poté do Coburgu.

## Manželské vyhlídky
V roce 1902 měla Beatrix románek s ruským velkoknížetem Michailem, mladším bratrem cara Mikuláše II. a tou dobou domnělým dědicem carského trůnu. V září 1902 od něj začala dostávat dopisy, a ačkoli on byl ruským velkoknížetem a ona nyní německou princeznou, dopisovali si v angličtině a on jí přezdíval "Sima". Velkoknížete si však vzít nemohla, protože Ruská pravoslavná církev zakazuje manželství mezi prvními bratranci. Přestože takové sňatky byly v dynastii Romanovců dříve povoleny (velkokněžně Kateřině Pavlovně, jež odmítla sňatek s Napoleonem I., bylo dvakrát povoleno provdat se za své první bratrance), pobožný Mikuláš II., oficiální hlava ruské církve, odmítl uvolnit pravidla kvůli svému bratrovi.
V listopadu 1903 Michail napsal Beatrix vysvětlení o tom, proč se s ní nemůže oženit. Situaci zhoršil dopis, který Beatrix obdržela od své starší sestry Viktorie Melity ("Ducky"), v níž byl Michail obviňován z toho, že neopatrně zahájil odsuzovaný románek. Ponížená Beatrix byla poslána do Egypta, aby se z hlubokého žalu zotavila, ale chřadla a psala Michailovi až do roku 1905 vyčítavé dopisy.
O Beatrix se pak mluvilo jako o nevěstě krále Alfonse XIII., ale ukázalo se to jako mylná zpráva, král Alfons se oženil s její sestřenicí Viktorií z Battenbergu. Na jejich svatbě se Beatrix setkala s Alfonsovým bratrancem Alfonsem de Orleans y Borbón, španělským infantem a 5. vévodou z Galliery. Španělská vláda vznesla námitky proti navrhovanému sňatku infanta s britskou princeznou, která na rozdíl od královny Viktorie Evženie nesouhlasila s konverzí na římské katolictví: král byl povinen páru ujasnit, že pokud se uskuteční svatba, budou manželé muset žít v exilu.
Přesto se Beatrix a Alfonso v Coburgu 15. července 1909 vzali. Konal se římskokatolický i luteránský obřad. Pár se usadil v Coburgu, dokud mu v roce 1912 nebylo dovoleno vrátit se do Španělska a jeho titul Infant byl obnoven.
V srpnu 1913 byla Beatrix přijata do římskokatolické církve.

### Skandál a exil
Během manželství měl král Alfons XIII. četné aféry a kratičké poměry, z nichž vzešlo několik nemanželských dětí. Údajně usiloval i o princeznu Beatrix, která ho však rázně odmítla. Král ji i jejího manžela vykázal ze Španělska, pod záminkou vyslání infanta na misi do Švýcarska. Tou dobou králův okruh přátel, který opovrhoval jak Beatrix, tak královnou Enou, začal šířit zlomyslné fámy, mluvící o tom, že byla Beatrix vykázána ze Španělska kvůli svému špatnému chování, což nebyla pravda.

### Potomci
Beatrix měla s Alfonsem tři syny:
- Alvaro z Galliery (20. dubna 1910 – 22. srpna 1997), ⚭ 1937 Carla Parodi-Delfino (13. prosince 1909 – 27. července 2000)
- Alonso María Cristino Justo (28. května 1912 Madrid, Španělsko – 18. listopadu 1936 Španělsko); zabit při akci během Španělské občanské války
- Ataúlfo Alejandro Isabelo Carlos (20. října 1913 – 4. října 1974)

## Občanská válka
Rodina se přestěhovala do Anglie, kde se jejich tři synové vzdělávali na Winchester College. Španělská královská rodina nakonec ustoupila a Beatrix s rodinou se mohla vrátit do Španělska.
Ve 30. letech 20. století nastaly pro rodinu nešťastné časy, kdy se zhroutila španělské monarchie a následně vypukla občanská válka, která vedla ke ztrátě rodinného majetku. Po zřízení Druhé Španělské republiky v roce 1931 odešel král Alfons s rodinou do exilu v Itálii. V následujících letech se situace ve Španělsku zhoršovala, jak spolu různé skupiny soupeřily o moc. Ke konci 30. let se konflikt rozrostl v totální občanskou válku. Beatrix a Alfonso ztratili za války pozemky a prostředního syna, který byl zabit v boji proti republikánům.

## Pozdější život
Beatrix zemřela v El Botánico v Sanlúcar de Barrameda 13. července 1966. Manžel ji přežil o devět let. Jejich syn Ataulfo zemřel svobodný v roce 1974. Děti měl pouze nejstarší syn Alvaro.
Beatrix byla posledním žijícím potomkem prince Alfréda a velkokněžny Marie Alexandrovny.

## Vývod z předků
|                        |                                     |  |                |                                      |  |  |  |  |  |  |  | František Sasko-Kobursko-Saalfeldský |
|                        |                                     |  |                |                                      |  |  |  |  |  |  |  |                                      |
|                        | Arnošt I. Sasko-Kobursko-Gothajský  |  |                |                                      |  |  |  |  |  |  |  |                                      |
|                        |                                     |  |                |                                      |  |  |  |  |  |  |  |                                      |
|                        |                                     |  |                | Augusta Reuss Ebersdorf              |  |  |  |  |  |  |  |                                      |
|                        |                                     |  |                |                                      |  |  |  |  |  |  |  |                                      |
|                        | Albert Sasko-Kobursko-Gothajský     |  |                |                                      |  |  |  |  |  |  |  |                                      |
|                        |                                     |  |                |                                      |  |  |  |  |  |  |  |                                      |
|                        |                                     |  |                | Augustus Sasko-Gothajsko-Altenburský |  |  |  |  |  |  |  |                                      |
|                        |                                     |  |                |                                      |  |  |  |  |  |  |  |                                      |
|                        | Luisa Sasko-Gothajsko-Altenburská   |  |                |                                      |  |  |  |  |  |  |  |                                      |
|                        |                                     |  |                |                                      |  |  |  |  |  |  |  |                                      |
|                        |                                     |  |                | Luisa Šarlota Meklenbursko-Zvěřínská |  |  |  |  |  |  |  |                                      |
|                        |                                     |  |                |                                      |  |  |  |  |  |  |  |                                      |
|                        | Alfréd Sasko-Kobursko-Gothajský     |  |                |                                      |  |  |  |  |  |  |  |                                      |
|                        |                                     |  |                |                                      |  |  |  |  |  |  |  |                                      |
|                        |                                     |  |                | Jiří III.                            |  |  |  |  |  |  |  |                                      |
|                        |                                     |  |                |                                      |  |  |  |  |  |  |  |                                      |
|                        | Eduard August Hannoverský           |  |                |                                      |  |  |  |  |  |  |  |                                      |
|                        |                                     |  |                |                                      |  |  |  |  |  |  |  |                                      |
|                        |                                     |  |                | Šarlota Meklenbursko-Střelická       |  |  |  |  |  |  |  |                                      |
|                        |                                     |  |                |                                      |  |  |  |  |  |  |  |                                      |
|                        | Královna Viktorie                   |  |                |                                      |  |  |  |  |  |  |  |                                      |
|                        |                                     |  |                |                                      |  |  |  |  |  |  |  |                                      |
|                        |                                     |  |                | František Sasko-Kobursko-Saalfeldský |  |  |  |  |  |  |  |                                      |
|                        |                                     |  |                |                                      |  |  |  |  |  |  |  |                                      |
|                        | Viktorie Sasko-Kobursko-Saalfeldská |  |                |                                      |  |  |  |  |  |  |  |                                      |
|                        |                                     |  |                |                                      |  |  |  |  |  |  |  |                                      |
|                        |                                     |  |                | Augusta Reuss Ebersdorf              |  |  |  |  |  |  |  |                                      |
|                        |                                     |  |                |                                      |  |  |  |  |  |  |  |                                      |
| Beatrix Sasko-Koburská |                                     |  |                |                                      |  |  |  |  |  |  |  |                                      |
|                        |                                     |  |                |                                      |  |  |  |  |  |  |  |                                      |
|                        |                                     |  | Pavel I. Ruský |                                      |  |  |  |  |  |  |  |                                      |
|                        |                                     |  |                |                                      |  |  |  |  |  |  |  |                                      |
|                        | Mikuláš I. Pavlovič                 |  |                |                                      |  |  |  |  |  |  |  |                                      |
|                        |                                     |  |                |                                      |  |  |  |  |  |  |  |                                      |
|                        |                                     |  |                | Žofie Dorota Württemberská           |  |  |  |  |  |  |  |                                      |
|                        |                                     |  |                |                                      |  |  |  |  |  |  |  |                                      |
|                        | Alexandr II. Nikolajevič            |  |                |                                      |  |  |  |  |  |  |  |                                      |
|                        |                                     |  |                |                                      |  |  |  |  |  |  |  |                                      |
|                        |                                     |  |                | Fridrich Vilém III.                  |  |  |  |  |  |  |  |                                      |
|                        |                                     |  |                |                                      |  |  |  |  |  |  |  |                                      |
|                        | Šarlota Pruská                      |  |                |                                      |  |  |  |  |  |  |  |                                      |
|                        |                                     |  |                |                                      |  |  |  |  |  |  |  |                                      |
|                        |                                     |  |                | Luisa Meklenbursko-Střelická         |  |  |  |  |  |  |  |                                      |
|                        |                                     |  |                |                                      |  |  |  |  |  |  |  |                                      |
|                        | Marie Alexandrovna Romanovová       |  |                |                                      |  |  |  |  |  |  |  |                                      |
|                        |                                     |  |                |                                      |  |  |  |  |  |  |  |                                      |
|                        |                                     |  |                | Ludvík I. Hesenský                   |  |  |  |  |  |  |  |                                      |
|                        |                                     |  |                |                                      |  |  |  |  |  |  |  |                                      |
|                        | Ludvík II. Hesenský                 |  |                |                                      |  |  |  |  |  |  |  |                                      |
|                        |                                     |  |                |                                      |  |  |  |  |  |  |  |                                      |
|                        |                                     |  |                | Luisa Hesensko-Darmstadtská          |  |  |  |  |  |  |  |                                      |
|                        |                                     |  |                |                                      |  |  |  |  |  |  |  |                                      |
|                        | Marie Alexandrovna                  |  |                |                                      |  |  |  |  |  |  |  |                                      |
|                        |                                     |  |                |                                      |  |  |  |  |  |  |  |                                      |
|                        |                                     |  |                | Karel Ludvík Bádenský                |  |  |  |  |  |  |  |                                      |
|                        |                                     |  |                |                                      |  |  |  |  |  |  |  |                                      |
|                        | Vilemína Luisa Bádenská             |  |                |                                      |  |  |  |  |  |  |  |                                      |
|                        |                                     |  |                |                                      |  |  |  |  |  |  |  |                                      |
|                        |                                     |  |                | Amálie Hesensko-Darmstadtská         |  |  |  |  |  |  |  |                                      |
|                        |                                     |  |                |                                      |  |  |  |  |  |  |  |                                      |